# Абдагаз
Абдагаз — індо-парфянський цар, племінник Гондофара I.

## Життєпис
Відповідно до різних джерел, правив від перших десятиліть I століття н. е. до 50-60, 60-65 або 50-70 років н. е. на території Гандхари та вздовж деякої частини річки Інд як намісник Гондофара. Після смерті Гондофара та розпаду його держави Абдагас успадкував Гандхару.
Абдагас був батьком Сіннака — одного з найшляхетніших та заможних парфян, ініціатора відрядження таємного посольства до римського імператора Тиберія з проханням про підтримку заколоту проти Артабана III.